# Guerra di Urtatagai (1913)
La guerra di Urtatagai del 1913 fu un conflitto scoppiato tra Unione Sovietica ed Emirato dell'Afghanistan nel 1913 per il controllo dell'isola di Urtatagai, nel fiume Amu Darya, che l'Afghanistan contendeva alla Russia dal 1900,.
Il conflitto iniziò nel mese di novembre del 1913, quando le truppe afghane presero posizione occupando l'isola di Urtatagai, che apparteneva geograficamente alla Russia, ponendola sotto il controllo dell'Afghanistan. Il 13 dicembre, per la minaccia dell'estensione del conflitto, gli afghani restituirono l'isola ai russi, ponendo fine alla guerra senza spargimenti di sangue.
Ma l'insoddisfazione degli afghani li portò ad avviare una nuova guerra nel 1925-1926 contro le forze sovietiche, dalla quale riuscirono infine ad ottenere l'annessione dell'isola al territorio dell'Afghanistan.